# Центр Східноєвропейських студій Варшавського університету
Центр Східноєвропейських студій Варшавського університету (також Студії Східної Європи; пол. Studium Europy Wschodniej Uniwersytetu Warszawskiego) — інститут у складі сходознавчого факультету Варшавського університету заснований 1990 року. Заклад проводить наукову та викладацьку діяльність пов'язану із країнами колишнього комуністичного блоку. 

## Про школу
Коріння закладу лежить у підпільному польському часописі «Обоз», заснованому 1981 року, а також у спробах заснувати підпільний Інститут Східної Європи у 1983 році. 
Від 1992 року Центр Східноєвропейських студій проводить «Східну літню школу» призначену для молодих науковців із Східної та Центральної Європи, які займаються питаннями історії та сучасності регіону. 
Від 1998 року школа проводить підготовку спеціалістів в рамках «Східної студії», у якій студенти проходять міждисциплінарне навчання. 
Станом на 2014 рік, «Східна студія» готує бакалаврів («ліценціатів») та магістрів, а також провадить післядипломну освіту. Центр Східноєвропейських студій також організовує «Східну літню школу» та «Східну зимову школу».